# Commander-in-Chief, Western Approaches
Commander-in-Chief, Western Approaches (en français : Commandant en chef, Atterrages occidentaux) est un poste de commandement supérieur de la Royal Navy britannique pendant Seconde Guerre mondiale. « Western Approaches Command » est le nom donné aux unités, établissements et personnel opérant sous les ordres de l'amiral ayant ce titre. Ce commandement était responsable de la sécurité de la navigation britannique dans les atterrages occidentaux.

## Historique
La création de ce poste remonte à 1939. L'amiral Martin Dunbar-Nasmith (en), ayant été Commander-in-Chief, Plymouth, prit la tête de ce commandement au début de la Seconde Guerre mondiale.
Après la chute de la France en juin 1940, les principales voies de convoi de l'Atlantique Nord ont été déroutées autour du nord de l'Irlande par les atterrages nord-ouest. Fin 1940, l'emplacement du quartier général des opérations combinées à Plymouth est déplacé à Liverpool. Le 7 février 1941, le quartier général est établi au Derby House (Liverpool), comprenant un bunker de contrôle secondaire au Magee College (en), à Londonderry. Le quartier général du 15e groupe de la RAF (partie du Coastal Command) déménagea à Liverpool au même moment. Le 17 février 1941, l'amiral Sir Percy Noble est nommé nouveau commandant en chef des atterrages occidentaux.
Au cours des deux années suivantes, l'amiral Noble construisit les bases des groupes d'escorte de l'Atlantique Nord à Greenock sur la Clyde, Londonderry et Liverpool, mettant en place les centres de formation qui furent les bases d'une éventuelle victoire de la bataille de l'Atlantique.

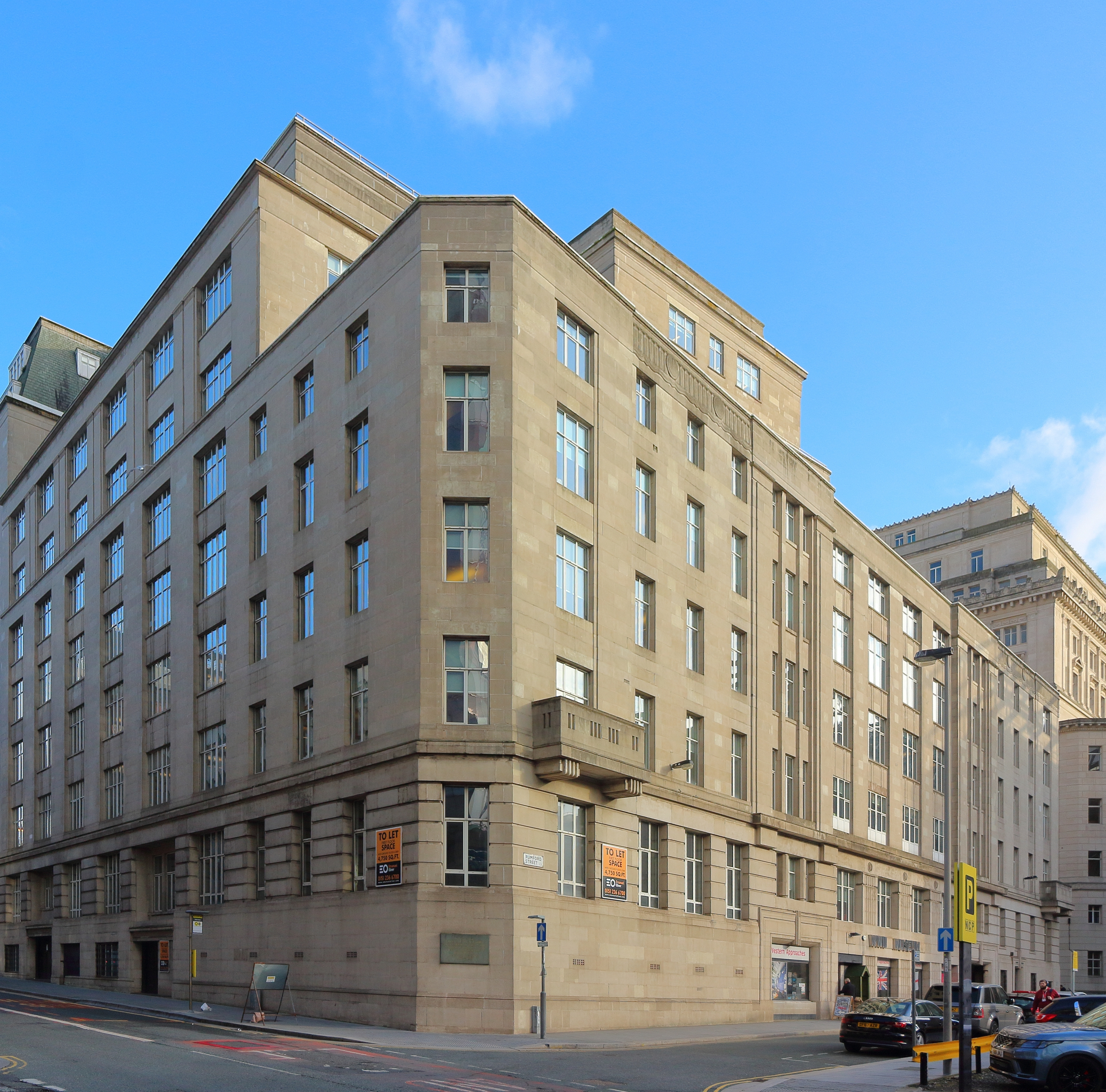
Derby House, Liverpool, en 2019.

Le 19 novembre 1942, l'amiral Max Horton succède à l'amiral Noble, qui restera à son poste jusqu'à la dissolution du commandement le 15 août 1945.
L'objectif du CiC Western Approaches, tel que définit par l'amiral, était le suivant : « Le premier objectif de l’escorte est d’assurer que le convoi sous sa protection parvienne à destination sain et sauf et à temps. Le refus de l’engagement n’empêchant pas d’atteindre l’objectif primaire devrait donc être la première tactique envisagée. Cependant lorsqu'on envisage de refuser l’engagement, on doit aussi prendre en compte la nécessité de réduire le temps passé dans des eaux hostiles et l’intérêt d’atteindre une zone protégée par une couverture aérienne. »
La direction de Horton joua un rôle essentiel dans la défaite finale de la menace sous-marine. Horton utilisait le nombre croissant d'escortes étant à disposition du commandement afin d'organiser des « groupes de soutien » pour aller renforcer les convois attaqués. Contrairement aux groupes d'escorte réguliers, les groupes de soutien n'étaient pas directement responsables de la sécurité d'un convoi en particulier. Cette liberté leur conférait une plus grande souplesse tactique, leur permettant de détacher un ou plusieurs navires pour chasser les U-Boote repérés soit par reconnaissance principalement aérienne, soit par radiogoniométrie haute fréquence (HF/DF). Dans les situations où les escortes régulières auraient dû retourner dans leurs convois, les groupes de soutien pouvaient continuer à traquer un sous-marin pendant de nombreuses heures jusqu'à ce qu'il soit contraint de remonter à la surface.

## Musée

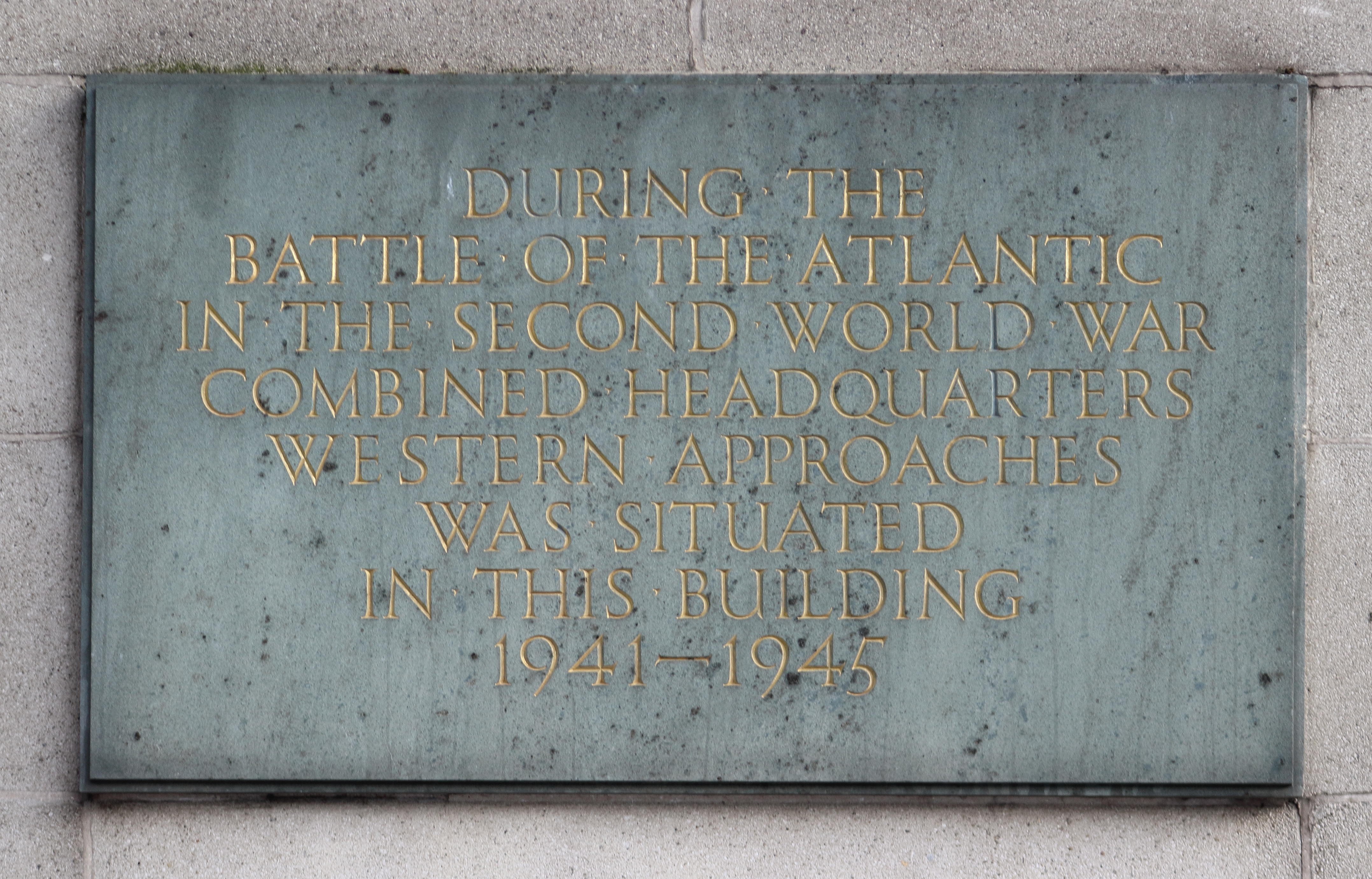
Plaque au Liverpool War Museum.

Le noyau central renforcé du bunker du Derby House s'est avéré trop coûteux à démolir. Tandis que le reste du bâtiment fut converti en bureaux modernes, le bunker fut restauré en tant que musée, par la suite ouvert au public. Les zones ouvertes aux visiteurs ne sont qu'une petite partie du complexe d'origine. Le musée est connu sous le nom de Western Approaches Museum (en).

## Commandants successifs
Commandant en chef:
| Rang                                       | Nom                        | Début de mandat  | Fin de mandat    |
| ------------------------------------------ | -------------------------- | ---------------- | ---------------- |
| Commandant en chef, Atterrages occidentaux |                            |                  |                  |
| Amiral                                     | Martin Dunbar-Nasmith (en) | 9 septembre 1939 | 17 février 1941  |
| Amiral                                     | Sir Percy Noble            | 17 février 1941  | 19 novembre 1942 |
| Amiral                                     | Max Horton                 | 19 novembre 1942 | 15 août 1945     |